# Cunninghame River
Der Cunninghame River ist ein Flussarm des Fitzroy River in der Region Kimberley im Norden des australischen Bundesstaates Western Australia.

## Geografie

### Verlauf
Der Flussarm zweigt bei der Ortschaft Ngurtuwarta, südlich von Fitzroy Crossing, vom Hauptfluss ab. Während der Fitzroy River weiter nach Süden fließt und sich in weitere Flussarme, die keine eigenen Namen haben, aufteilt, wendet der Cunninghame River seinen Lauf nach Südwesten und trifft erst nördlich der St. George Ranges wieder auf den Hauptfluss.

### Durchflossene Seen
Der Cunninghame River durchfließt etliche, zu allen Jahreszeiten mit Wasser gefüllte Pools:
- Woolwash Waterhole (92 m)
- Babagadine Waterhole (85 m)
- Biddy Biddy Waterhole (85 m)